# María (y los demás)
María (y los demás) is een Spaanse film uit 2016, geregisseerd door Nely Reguera.

## Verhaal
Sinds haar moeder is overleden, heeft María de zorg van de familie op zich genomen. Alles verandert wanneer haar vader aankondigt dat hij weer gaat trouwen, en María het idee heeft dat haar leven in duigen valt.

## Rolverdeling
| Acteur            | Personage |
| ----------------- | --------- |
| Bárbara Lennie    | María     |
| José Ángel Egido  | Antonio   |
| Pablo Derqui      | Jorge     |
| Vito Sanz         | Toni      |
| Marina Skell      | Cachita   |
| Julián Villagrán  | Dani      |
| Alexandra Pineiro | Anne      |
| Rocío León        | Julia     |
| Aixa Villagrán    | Bea       |
| María Vázquez     | Sofía     |

## Ontvangst

### Prijzen en nominaties
Een selectie:
| Jaar | Evenement                       | Categorie                  | Genomineerde   | Resultaat   |
| ---- | ------------------------------- | -------------------------- | -------------- | ----------- |
| 2017 | Premios Goya (31ste uitreiking) | Beste actrice              | Bárbara Lennie | Genomineerd |
| 2017 | Premios Goya (31ste uitreiking) | Beste debuterend regisseur | Nely Reguera   | Genomineerd |